# John Nketia Yawson
John Nketia Yawson, conosciuto anche semplicemente come John Yawson (...), è un ex calciatore ghanese, di ruolo centrocampista.

## Carriera

### Club
In patria dopo aver giocato nell'Eleven Wise passa agli Hearts of Oak con cui vince nel 1979 il campionato e la coppa nazionale. Nella stessa stagione viene nominato calciatore ghanese dell'anno.
Nel 1980 si trasferisce in Uruguay, ingaggiato dal Peñarol, ove dopo un buon esordio contro i paraguaiani dell'Olimpia, dovette aspettare quattro mesi per ottenere il permesso internazionale per giocare nel suo nuovo club. Con i giallonero vince due campionati uruguaiani e soprattutto esordisce in Coppa Libertadores 1981, primo giocatore africano ad esordire nella massima competizione sudamericana per club. Pur non imponendosi nei Carboneros diede un buon apporto al club come riserva.

### Nazionale
Yawson vestì la maglia della nazionale ghanese dal 1978 al 1980. Fu tra i convocati alla Coppa delle nazioni africane 1978, disputatasi proprio in Ghana, che si concluse con la vittoria dei padroni di casa ed in cui giocò la finale contro l'Uganda.

## Statistiche

### Cronologia presenze e reti in nazionale
| Cronologia completa delle presenze e delle reti in nazionale ― Ghana | Cronologia completa delle presenze e delle reti in nazionale ― Ghana | Cronologia completa delle presenze e delle reti in nazionale ― Ghana | Cronologia completa delle presenze e delle reti in nazionale ― Ghana | Cronologia completa delle presenze e delle reti in nazionale ― Ghana | Cronologia completa delle presenze e delle reti in nazionale ― Ghana | Cronologia completa delle presenze e delle reti in nazionale ― Ghana | Cronologia completa delle presenze e delle reti in nazionale ― Ghana |
| Data                                                                 | Città                                                                | In casa                                                              | Risultato                                                            | Ospiti                                                               | Competizione                                                         | Reti                                                                 | Note                                                                 |
| -------------------------------------------------------------------- | -------------------------------------------------------------------- | -------------------------------------------------------------------- | -------------------------------------------------------------------- | -------------------------------------------------------------------- | -------------------------------------------------------------------- | -------------------------------------------------------------------- | -------------------------------------------------------------------- |
| 05-03-1978                                                           | Accra                                                                | Ghana                                                                | 2 – 1                                                                | Zambia                                                               | Coppa d'Africa 1978 - 1º turno                                       | -                                                                    |                                                                      |
| 14-03-1978                                                           | Accra                                                                | Ghana                                                                | 1 – 0                                                                | Tunisia                                                              | Coppa d'Africa 1978 - Semifinale                                     | -                                                                    |                                                                      |
| 16-03-1978                                                           | Accra                                                                | Ghana                                                                | 2 – 0                                                                | Uganda                                                               | Coppa d'Africa 1978 - Finale                                         | -                                                                    |                                                                      |
| Totale                                                               |                                                                      | Presenze                                                             | 3+                                                                   |                                                                      | Reti                                                                 | ?                                                                    |                                                                      |

## Palmarès

### Club

#### Competizioni nazionali
- Ghana Premier League: 1

Hearts of Oak: 1979
- Coppa di Ghana: 1

Hearts of Oak: 1979
- Campionato uruguaiano: 2

Peñarol: 1981, 1982

### Nazionale
- Coppa d'Africa: 1

Ghana 1978

### Individuale
- Calciatore ghanese dell'anno: 1

1979